# Torneo Nacional de Clubes Femenino 2013
El Torneo Nacional de Clubes Femenino de 2013 fue la tercera edición del torneo organizado por la Unión Argentina de Rugby que reúne a los mejores clubes de todas las uniones provinciales argentinas. Se llevó a cabo el 12 y 13 de octubre de 2013. Cardenales Rugby Club de San Miguel de Tucumán fue elegida como sede del torneo por segunda temporada consecutiva.
Cardenales de Tucumán derrotó 17-7 a CAPRI de Posadas en la final de la Copa de Oro, consagrándose campeón del torneo por segunda año consecutivo. CAPRI se convirtió en el primer club de la Provincia de Misiones en alcanzar la final de un torneo oficial organizado por la Unión Argentina de Rugby. Comercial de Mar del Plata y la La Plata Rugby Club se quedaron con la Copa de Plata y la Copa de Bronce, respectivamente.

## Equipos participantes
Durante esta temporada participaron del torneo dieciséis equipos. Clasificaron los dos mejores equipos de cada torneo regional, a excepción de la Unión de Rugby de Buenos Aires (recibió tres cupos) y la región patagónica (representada por el seleccionado representativo de la Unión de Rugby del Alto Valle de Río Negro y Neuquén).
| Club                            | Vía de clasificación                      | Unión de origen                                      |
| ------------------------------- | ----------------------------------------- | ---------------------------------------------------- |
| La Plata Rugby Club             | Campeón del Torneo de la URBA 2013.       | Unión de Rugby de Buenos Aires                       |
| Gimnasia y Esgrima de Ituzaingó | Subcampeón del Torneo de la URBA 2013.    | Unión de Rugby de Buenos Aires                       |
| Centro Naval                    | 3.º en el Torneo de la URBA 2013.         | Unión de Rugby de Buenos Aires                       |
| Cha Roga Club                   | Campeón del Torneo Regional Litoral 2013. | Unión Santafesina de Rugby                           |
| Alma Juniors                    |                                           | Unión Santafesina de Rugby                           |
| Sixty Rugby Club                | Campeón del Torneo Regional NEA 2013.     | Unión de Rugby del Nordeste                          |
| CAPRI                           | Subcampeón del Torneo Regional NEA 2013.  | Unión de Rugby de Misiones                           |
| Cardenales                      | Campeón del Torneo Regional NOA 2013.     | Unión de Rugby de Tucumán                            |
| San Isidro de Lules             | Subcampeón del Torneo Regional NOA 2013.  | Unión de Rugby de Salta                              |
| Argentino de Bahía Blanca       |                                           | Unión de Rugby del Sur                               |
| Comercial                       |                                           | Unión de Rugby de Mar del Plata                      |
| Los Teros Rugby Club            | Campeón del Torneo Regional Centro 2013.  | Unión Andina de Rugby                                |
| Nevado Rugby Club               | Subcampeón del Torneo Regional NEA 2013.  | Unión Andina de Rugby                                |
| Jockey Club (SJ)                |                                           | Unión Sanjuanina de Rugby                            |
| Los Tordos                      |                                           | Unión de Rugby de Cuyo                               |
| Seleccionado de Alto Valle      |                                           | Unión de Rugby del Alto Valle de Río Negro y Neuquén |

## Primera fase

### Zona 1
| Pos. | Equipos                | Partidos | Partidos | Partidos | Tantos | Tantos | Tantos | Pts. |
| Pos. | Equipos                | G        | E        | P        | PF     | PC     | DP     | Pts. |
| ---- | ---------------------- | -------- | -------- | -------- | ------ | ------ | ------ | ---- |
| 1.º  | Cardenales             | 3        | 0        | 0        | 110    | 0      | +110   | 12   |
| 2.º  | Gimnasia y Esgrima (I) | 2        | 0        | 1        | 32     | 24     | +8     | 8    |
| 3.º  | Alma Juniors           | 1        | 0        | 2        | 19     | 43     | -24    | 4    |
| 4.º  | Los Tordos             | 0        | 0        | 3        | 5      | 99     | -94    | 0    |

|  | Clasifica a Copa de Oro    |
|  | Clasifica a Copa de Plata  |
|  | Clasifica a Copa de Bronce |
|  | Clasifica a Zona Estímulo  |

| 12 de octubre | Cardenales | 53 - 0  | Los Tordos | Cardenales Rugby Club, Tucumán |  |
|               |            | Reporte |            |                                |  |

| 12 de octubre | Alma Juniors | 0 - 5   | Gimnasia y Esgrima (I) | Cardenales Rugby Club, Tucumán |  |
|               |              | Reporte |                        |                                |  |

| 12 de octubre | Cardenales | 19 - 0  | Gimnasia y Esgrima (I) | Cardenales Rugby Club, Tucumán |  |
|               |            | Reporte |                        |                                |  |

| 12 de octubre | Los Tordos | 0 - 19  | Alma Juniors | Cardenales Rugby Club, Tucumán |  |
|               |            | Reporte |              |                                |  |

| 12 de octubre | Cardenales | 38 - 0  | Alma Juniors | Cardenales Rugby Club, Tucumán |  |
|               |            | Reporte |              |                                |  |

| 12 de octubre | Gimnasia y Esgrima (I) | 27 - 5  | Los Tordos | Cardenales Rugby Club, Tucumán |  |
|               |                        | Reporte |            |                                |  |

### Zona 2
| Pos. | Equipos             | Partidos | Partidos | Partidos | Tantos | Tantos | Tantos | Pts. |
| Pos. | Equipos             | G        | E        | P        | PF     | PC     | DP     | Pts. |
| ---- | ------------------- | -------- | -------- | -------- | ------ | ------ | ------ | ---- |
| 1.º  | Sixty               | 3        | 0        | 0        | 83     | 12     | +71    | 12   |
| 2.º  | Comercial           | 2        | 0        | 1        | 33     | 27     | +6     | 8    |
| 3.º  | San Isidro de Lules | 1        | 0        | 2        | 20     | 52     | -32    | 4    |
| 4.º  | Los Teros           | 0        | 0        | 3        | 10     | 55     | -45    | 0    |

|  | Clasifica a Copa de Oro    |
|  | Clasifica a Copa de Plata  |
|  | Clasifica a Copa de Bronce |
|  | Clasifica a Zona Estímulo  |

| 12 de octubre | Sixty | 35 - 5  | San Isidro de Lules | Cardenales Rugby Club, Tucumán |  |
|               |       | Reporte |                     |                                |  |

| 12 de octubre | Los Teros | 5 - 14  | Comercial | Cardenales Rugby Club, Tucumán |  |
|               |           | Reporte |           |                                |  |

| 12 de octubre | Sixty | 17 - 7  | Comercial | Cardenales Rugby Club, Tucumán |  |
|               |       | Reporte |           |                                |  |

| 12 de octubre | San Isidro de Lules | 10 - 5  | Los Teros | Cardenales Rugby Club, Tucumán |  |
|               |                     | Reporte |           |                                |  |

| 12 de octubre | Sixty | 31 - 0  | Los Teros | Cardenales Rugby Club, Tucumán |  |
|               |       | Reporte |           |                                |  |

| 12 de octubre | Comercial | 12 - 5  | San Isidro de Lules | Cardenales Rugby Club, Tucumán |  |
|               |           | Reporte |                     |                                |  |

### Zona 3
| Pos. | Equipos        | Partidos | Partidos | Partidos | Tantos | Tantos | Tantos | Pts. |
| Pos. | Equipos        | G        | E        | P        | PF     | PC     | DP     | Pts. |
| ---- | -------------- | -------- | -------- | -------- | ------ | ------ | ------ | ---- |
| 1.º  | CAPRI          | 3        | 0        | 0        | 90     | 19     | +71    | 12   |
| 2.º  | Argentino (BB) | 2        | 0        | 1        | 38     | 34     | +4     | 8    |
| 3.º  | La Plata RC    | 1        | 0        | 2        | 46     | 33     | +13    | 4    |
| 4.º  | Nevado         | 0        | 0        | 3        | 5      | 93     | -88    | 0    |

|  | Clasifica a Copa de Oro    |
|  | Clasifica a Copa de Plata  |
|  | Clasifica a Copa de Bronce |
|  | Clasifica a Zona Estímulo  |

| 12 de octubre | CAPRI | 40 - 0  | Nevado | Cardenales Rugby Club, Tucumán |  |
|               |       | Reporte |        |                                |  |

| 12 de octubre | Argentino (BB) | 7 - 5   | La Plata RC | Cardenales Rugby Club, Tucumán |  |
|               |                | Reporte |             |                                |  |

| 12 de octubre | CAPRI | 26 - 7  | La Plata RC | Cardenales Rugby Club, Tucumán |  |
|               |       | Reporte |             |                                |  |

| 12 de octubre | Nevado | 5 - 19  | Argentino (BB) | Cardenales Rugby Club, Tucumán |  |
|               |        | Reporte |                |                                |  |

| 12 de octubre | CAPRI | 24 - 12 | Argentino (BB) | Cardenales Rugby Club, Tucumán |  |
|               |       | Reporte |                |                                |  |

| 12 de octubre | La Plata RC | 34 - 0  | Nevado | Cardenales Rugby Club, Tucumán |  |
|               |             | Reporte |        |                                |  |

### Zona 4
| Pos. | Equipos                    | Partidos | Partidos | Partidos | Tantos | Tantos | Tantos | Pts. |
| Pos. | Equipos                    | G        | E        | P        | PF     | PC     | DP     | Pts. |
| ---- | -------------------------- | -------- | -------- | -------- | ------ | ------ | ------ | ---- |
| 1.º  | Centro Naval               | 3        | 0        | 0        | 72     | 5      | +67    | 12   |
| 2.º  | Cha Roga                   | 2        | 0        | 1        | 53     | 5      | +48    | 8    |
| 3.º  | Seleccionado de Alto Valle | 1        | 0        | 2        | 36     | 49     | -13    | 4    |
| 4.º  | Jockey Club (SJ)           | 0        | 0        | 3        | 5      | 107    | -102   | 0    |

|  | Clasifica a Copa de Oro    |
|  | Clasifica a Copa de Plata  |
|  | Clasifica a Copa de Bronce |
|  | Clasifica a Zona Estímulo  |

| 12 de octubre | Centro Naval | 45 - 0  | Jockey Club (SJ) | Cardenales Rugby Club, Tucumán |  |
|               |              | Reporte |                  |                                |  |

| 12 de octubre | Cha Roga | 22 - 0  | Seleccionado de Alto Valle | Cardenales Rugby Club, Tucumán |  |
|               |          | Reporte |                            |                                |  |

| 12 de octubre | Centro Naval | 22 - 5  | Seleccionado de Alto Valle | Cardenales Rugby Club, Tucumán |  |
|               |              | Reporte |                            |                                |  |

| 12 de octubre | Jockey Club (SJ) | 0 - 31  | Cha Roga | Cardenales Rugby Club, Tucumán |  |
|               |                  | Reporte |          |                                |  |

| 12 de octubre | Centro Naval | 5 - 0   | Cha Roga | Cardenales Rugby Club, Tucumán |  |
|               |              | Reporte |          |                                |  |

| 12 de octubre | Seleccionado de Alto Valle | 31 - 5  | Jockey Club (SJ) | Cardenales Rugby Club, Tucumán |  |
|               |                            | Reporte |                  |                                |  |

## Fase final

### Copa de Oro
|  | Semifinales Oro | Semifinales Oro | Semifinales Oro |       |            | Final Oro        | Final Oro        | Final Oro        |  |
|  |                 |                 |                 |       |            |                  |                  |                  |  |
|  |                 |                 |                 |       |            |                  |                  |                  |  |
|  | Cardenales      | Cardenales      | 19              |       |            |                  |                  |                  |  |
|  | Cardenales      | Cardenales      | 19              |       |            |                  |                  |                  |  |
|  | Centro Naval    | Centro Naval    | 0               |       |            |                  |                  |                  |  |
|  | Centro Naval    | Centro Naval    | 0               |       | Cardenales | Cardenales       | 17               |                  |  |
|  |                 |                 |                 |       | Cardenales | Cardenales       | 17               |                  |  |
|  |                 |                 | CAPRI           | CAPRI | 7          |                  |                  |                  |  |
|  | Sixty           | Sixty           | CAPRI           | CAPRI | 7          | 14               |                  |                  |  |
|  | Sixty           | Sixty           |                 |       |            | 14               |                  |                  |  |
|  | CAPRI           | CAPRI           | 19              |       |            | Final 3.º puesto | Final 3.º puesto | Final 3.º puesto |  |
|  | CAPRI           | CAPRI           | 19              |       |            | Final 3.º puesto | Final 3.º puesto | Final 3.º puesto |  |
|  |                 |                 |                 |       |            |                  |                  |                  |  |
|  |                 |                 |                 |       |            | Centro Naval     | Centro Naval     | 20               |  |
|  |                 |                 |                 |       |            | Centro Naval     | Centro Naval     | 20               |  |
|  |                 |                 |                 |       |            | Sixty            | Sixty            | 7                |  |
|  |                 |                 |                 |       |            | Sixty            | Sixty            | 7                |  |
|  |                 |                 |                 |       |            |                  |                  |                  |  |

### Copa de Plata
|  | Semifinales Plata      | Semifinales Plata      | Semifinales Plata |           |          | Final Plata            | Final Plata            | Final Plata      |  |
|  |                        |                        |                   |           |          |                        |                        |                  |  |
|  |                        |                        |                   |           |          |                        |                        |                  |  |
|  | Gimnasia y Esgrima (I) | Gimnasia y Esgrima (I) | 5                 |           |          |                        |                        |                  |  |
|  | Gimnasia y Esgrima (I) | Gimnasia y Esgrima (I) | 5                 |           |          |                        |                        |                  |  |
|  | Cha Roga               | Cha Roga               | 14                |           |          |                        |                        |                  |  |
|  | Cha Roga               | Cha Roga               | 14                |           | Cha Roga | Cha Roga               | 7                      |                  |  |
|  |                        |                        |                   |           | Cha Roga | Cha Roga               | 7                      |                  |  |
|  |                        |                        | Comercial         | Comercial | 22       |                        |                        |                  |  |
|  | Comercial              | Comercial              | Comercial         | Comercial | 22       | 29                     |                        |                  |  |
|  | Comercial              | Comercial              |                   |           |          | 29                     |                        |                  |  |
|  | Argentino (BB)         | Argentino (BB)         | 0                 |           |          | Final 7.º puesto       | Final 7.º puesto       | Final 7.º puesto |  |
|  | Argentino (BB)         | Argentino (BB)         | 0                 |           |          | Final 7.º puesto       | Final 7.º puesto       | Final 7.º puesto |  |
|  |                        |                        |                   |           |          |                        |                        |                  |  |
|  |                        |                        |                   |           |          | Gimnasia y Esgrima (I) | Gimnasia y Esgrima (I) | 5                |  |
|  |                        |                        |                   |           |          | Gimnasia y Esgrima (I) | Gimnasia y Esgrima (I) | 5                |  |
|  |                        |                        |                   |           |          | Argentino (BB)         | Argentino (BB)         | 26               |  |
|  |                        |                        |                   |           |          | Argentino (BB)         | Argentino (BB)         | 26               |  |
|  |                        |                        |                   |           |          |                        |                        |                  |  |

### Copa de Bronce
|  | Semifinales Bronce         | Semifinales Bronce         | Semifinales Bronce |             |                            | Final Bronce               | Final Bronce        | Final Bronce      |  |
|  |                            |                            |                    |             |                            |                            |                     |                   |  |
|  |                            |                            |                    |             |                            |                            |                     |                   |  |
|  | Alma Juniors               | Alma Juniors               | 7                  |             |                            |                            |                     |                   |  |
|  | Alma Juniors               | Alma Juniors               | 7                  |             |                            |                            |                     |                   |  |
|  | Seleccionado de Alto Valle | Seleccionado de Alto Valle | 15                 |             |                            |                            |                     |                   |  |
|  | Seleccionado de Alto Valle | Seleccionado de Alto Valle | 15                 |             | Seleccionado de Alto Valle | Seleccionado de Alto Valle | 5                   |                   |  |
|  |                            |                            |                    |             | Seleccionado de Alto Valle | Seleccionado de Alto Valle | 5                   |                   |  |
|  |                            |                            | La Plata RC        | La Plata RC | 17                         |                            |                     |                   |  |
|  | San Isidro de Lules        | San Isidro de Lules        | La Plata RC        | La Plata RC | 17                         | 5                          |                     |                   |  |
|  | San Isidro de Lules        | San Isidro de Lules        |                    |             |                            | 5                          |                     |                   |  |
|  | La Plata RC                | La Plata RC                | 12                 |             |                            | Final 11.º puesto          | Final 11.º puesto   | Final 11.º puesto |  |
|  | La Plata RC                | La Plata RC                | 12                 |             |                            | Final 11.º puesto          | Final 11.º puesto   | Final 11.º puesto |  |
|  |                            |                            |                    |             |                            |                            |                     |                   |  |
|  |                            |                            |                    |             |                            | Alma Juniors               | Alma Juniors        | GP                |  |
|  |                            |                            |                    |             |                            | Alma Juniors               | Alma Juniors        | GP                |  |
|  |                            |                            |                    |             |                            | San Isidro de Lules        | San Isidro de Lules | PP                |  |
|  |                            |                            |                    |             |                            | San Isidro de Lules        | San Isidro de Lules | PP                |  |
|  |                            |                            |                    |             |                            |                            |                     |                   |  |

### Consuelo (13.º puesto)
|  | Semifinales      | Semifinales      | Semifinales |           |                  | Final 13.º puesto | Final 13.º puesto | Final 13.º puesto |  |
|  |                  |                  |             |           |                  |                   |                   |                   |  |
|  |                  |                  |             |           |                  |                   |                   |                   |  |
|  | Los Tordos       | Los Tordos       | 0           |           |                  |                   |                   |                   |  |
|  | Los Tordos       | Los Tordos       | 0           |           |                  |                   |                   |                   |  |
|  | Jockey Club (SJ) | Jockey Club (SJ) | 7           |           |                  |                   |                   |                   |  |
|  | Jockey Club (SJ) | Jockey Club (SJ) | 7           |           | Jockey Club (SJ) | Jockey Club (SJ)  | 7                 |                   |  |
|  |                  |                  |             |           | Jockey Club (SJ) | Jockey Club (SJ)  | 7                 |                   |  |
|  |                  |                  | Los Teros   | Los Teros | 29               |                   |                   |                   |  |
|  | Los Teros        | Los Teros        | Los Teros   | Los Teros | 29               | 17                |                   |                   |  |
|  | Los Teros        | Los Teros        |             |           |                  | 17                |                   |                   |  |
|  | Nevado           | Nevado           | 0           |           |                  |                   |                   |                   |  |
|  | Nevado           | Nevado           | 0           |           |                  |                   |                   |                   |  |
|  |                  |                  |             |           |                  |                   |                   |                   |  |

## Tabla de posiciones
Tabla de posiciones finales al terminar el campeonato:
| 1.º  | Cardenales                 | 5 | 0 | 0 | 146 | 7   | +139 |
| 2.º  | CAPRI                      | 4 | 0 | 1 | 116 | 50  | +66  |
| 3.º  | Centro Naval               | 4 | 0 | 1 | 92  | 31  | +61  |
| 4.º  | Sixty                      | 3 | 0 | 2 | 104 | 51  | +53  |
| 5.º  | Comercial                  | 4 | 0 | 1 | 84  | 34  | +50  |
| 6.º  | Cha Roga                   | 3 | 0 | 2 | 74  | 32  | +42  |
| 7.º  | Argentino (BB)             | 3 | 0 | 2 | 64  | 68  | -4   |
| 8.º  | Gimnasia y Esgrima (I)     | 2 | 0 | 3 | 42  | 64  | -22  |
| 9.º  | La Plata RC                | 3 | 0 | 2 | 75  | 43  | +32  |
| 10.º | Seleccionado de Alto Valle | 2 | 0 | 3 | 56  | 73  | -17  |
| 11.º | Alma Juniors               | 2 | 0 | 3 |     |     |      |
| 12.º | San Isidro de Lules        | 1 | 0 | 4 |     |     | -    |
| 13.º | Los Teros                  | 2 | 0 | 3 | 56  | 62  | -6   |
| 14.º | Jockey Club (SJ)           | 1 | 0 | 4 | 19  | 136 | -117 |
| 15.º | Los Tordos                 | 0 | 0 | 4 | 5   | 106 | -101 |
| 16.º | Nevado                     | 0 | 0 | 4 | 5   | 110 | -105 |

| Bandera de la Provincia de Tucumán |
| Cardenales Campeón                 |
| Segundo título                     |